# 尖果省藤
尖果省藤（学名：Calamus oxycarpus）为棕榈科省藤属下的一个种。

## 扩展阅读
- 維基物種上的相關：尖果省藤